# نوبویوکی شینا
نوبویوکی شینا (انگلیسی: Nobuyuki Shiina؛ زادهٔ ۱۵ اکتبر ۱۹۹۱) بازیکن فوتبال اهل ژاپن است.